# Бушля

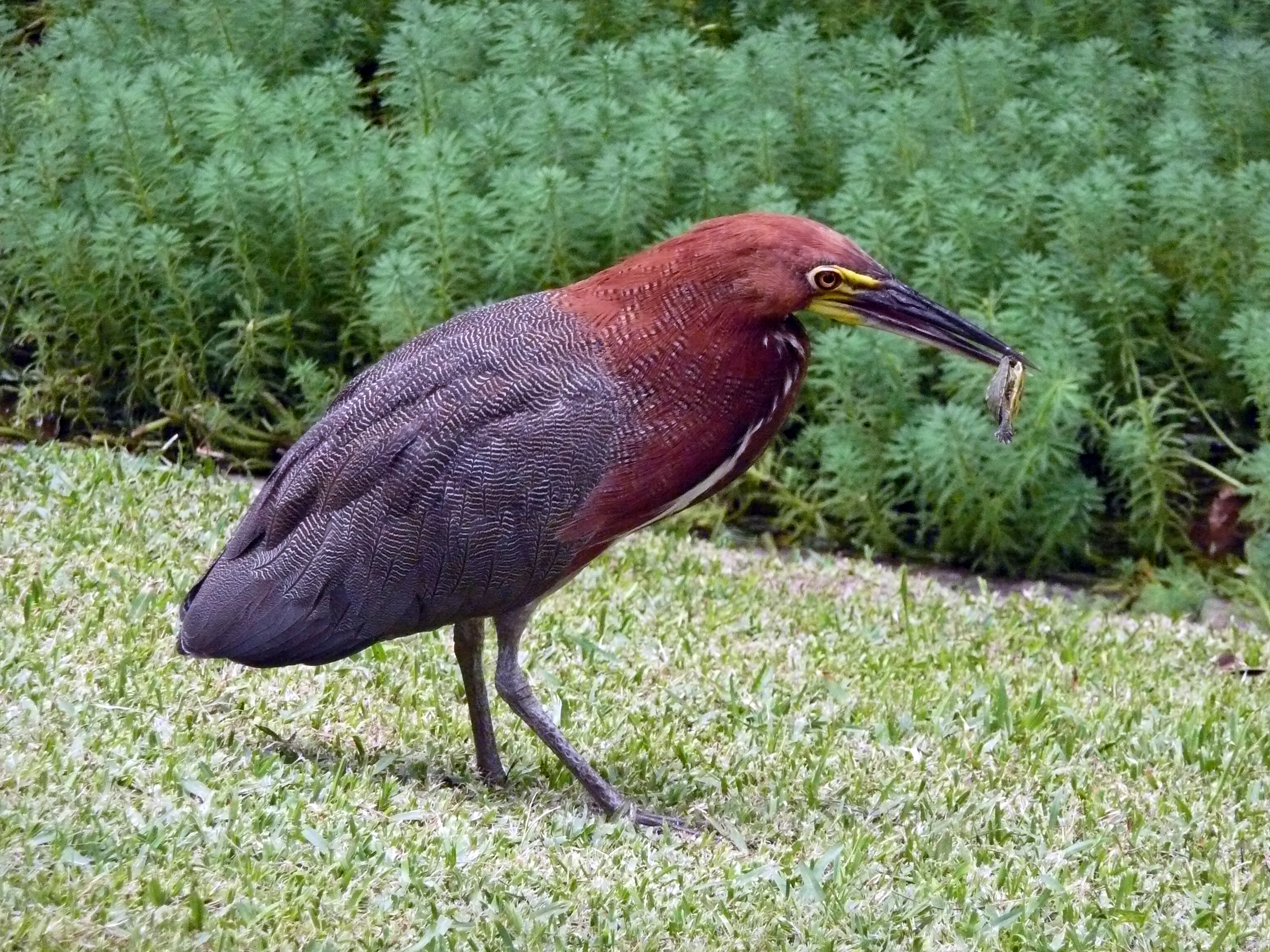
Tigrisoma lineatum

Бушля (Tigrisoma) — вид пеліканоподібних птахів родини чаплевих (Ardeidae). Поширені в Північній і Південній Америці.
Складається з таких видів:
- Tigrisoma fasciatum — бушля чорношия
- Tigrisoma lineatum — бушля рудошия
- Tigrisoma mexicanum — бушля мексиканська